# Gazeta Bucureștilor
Gazeta Bucureștilor a fost versiunea în limba română a ziarului Bukarester Tagblatt. 
Gazeta Bucureștilor a apărut din decembrie 1916 până în noiembrie 1918, în timpul ocupației Bucureștiului de Puterile Centrale.
Redactorii ziarului, între care Ioan Slavici, Tudor Arghezi, Dumitru Karnabatt etc., au fost condamnați în martie 1919 la închisoare, după care au fost închiși la Penitenciarul Văcărești. Regele Ferdinand I al României i-a grațiat în anul 1920.